# Tezcatlipoca
Tezcatlipoca (nom nahuatl signifiant littéralement « Miroir fumant ») est un dieu de la mythologie aztèque. C'est la plus crainte de toutes les divinités aztèques. C'est le second des quatre fils d'Ometecuhtli et Omecihuatl, les parents des quatre Tezcatlipoca : Xipe Totec (le Tezcatlipoca rouge), Tezcatlipoca (le Tezcatlipoca noir), Quetzalcóatl (le Tezcatlipoca blanc) et Huitzilopochtli (le Tezcatlipoca bleu).

## Terminologie
Tezcatlipoca peut être désigné par différents épithètes qui renvoient à plusieurs aspects de sa divinité : Titlacauan (« Nous sommes ses esclaves »), Ipalnemoani (« Celui par qui nous vivons »), Necocyaotl (« Ennemi des deux côtés »), Tloque Nahuaque (« Seigneur du proche et du lointain ») et Yohualli Ehecatl (« Nuit, Vent »), Ome acatl (« Deux roseaux »), Ilhuicahua Tlalticpaque (« Possesseur du ciel et de la terre »).
Dans l'« histoire véridique de la conquête de la Nouvelle-Espagne » l'auteur Bernal Diaz del Castillo a retranscrit son nom en « Tezcatepuca ».

## Attributs
Tezcatlipoca est associé à de nombreux concepts : la nuit, la discorde, la guerre, la chasse, la royauté, le temps, la providence, les sorciers et la mémoire.
Obscur comme la nuit, Tezcatlipoca a le corps entièrement couvert de noir, exception faite des rayures jaunes de son visage qui l'associent au jaguar, son nahual. Son attribut est le miroir d'obsidienne, objet divinatoire lui permettant de lire l'avenir et le cœur des hommes, qu'il porte soit autour du cou, soit à sa cheville. Celle-ci est souvent figurée estropiée ou terminée par un serpent, évocation de son combat avec le monstre Cipactli, du corps duquel les dieux créèrent le monde. L'autre pied porte souvent un sabot, signe de son agilité.

## Mythes

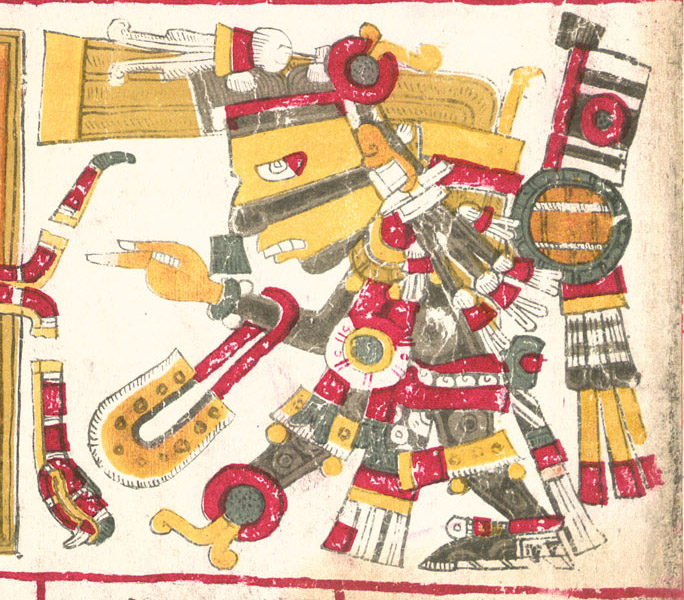
Représentation du Dieu jaguar Tezcatlipoca dans le Codex Borgia.

### Destitution de Quetzalcoatl
Selon le mythe évoqué dans les Annales de Cuauhtitlan, lorsque Quetzalcoatl régnait sur Tula, son frère Tezcatlipoca arriva sous l'aspect d'un beau jeune homme accompagné de deux sorciers et aurait corrompu Quetzalcoatl en le faisant boire une boisson alcoolisée à base de jus de cactus. Après avoir éméché son frère, Tezcatlipoca en profita pour séduire la fille du chef Uemac et également nièce de Quetzalcoatl. Lorsque celui-ci eut repris ses esprits, Tezcatlipoca apporta un miroir et Quetzalcoatl fut horrifié de se voir éméché. Ainsi humilié par son frère, il construisit un radeau et partit loin de la capitale, suivi par une poignée de fidèles seulement. Après son départ, Tezcatlipoca aurait pris le pouvoir sur la capitale toltèque et appris à son peuple la désobéissance aux lois.
Beaucoup de spécialistes pensent que ce récit est celui de Ce Acatl Topiltzin Quetzalcoatl, un chef toltèque qui aurait vécu dans des conditions similaires.

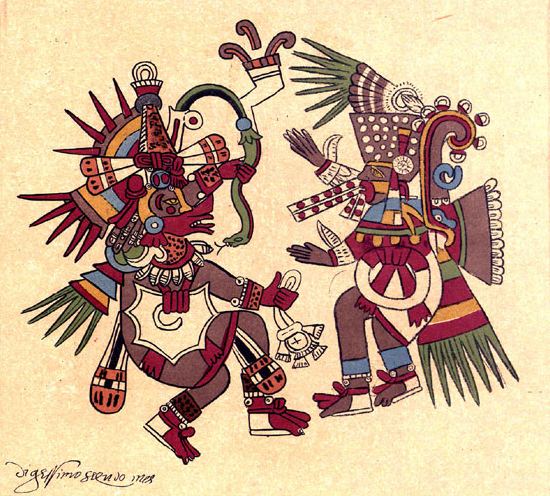
Le dieu Tezcatlipoca représenté avec son frère Quetzalcoatl le serpent à plumes (Codex Borbonicus p.22)

## Rites
Dans son temple, sa statue était cachée et seuls quelques prêtres pouvaient la contempler. Une fois par an, on lui réservait toujours le plus beau des captifs pour sacrifice et quatre jeunes filles pour lui servir symboliquement d'épouses.

## Héritage

### Dans la culture populaire
Il apparaît dans l'animé Onyx Equinox.
C'est une menace latente et boss final de Les Chevaliers de Baphomet : Les Boucliers de Quetzalcoatl.
C’est le titre d’un épisode de Teen Wolf en québécois Saison 4 épisode 12 où un temple lui est consacré et qui a permis à Kate Argent de se transformer en Jaguar garou.
Une référence est aussi présente dans Inazuma Eleven Go : les Griffons où l’un des personnages principaux du film se nomme Tezcat, représentant l’obscurité.